# Bataille de Siziano
Guerres entre guelfes et gibelins
Batailles
1150 – 1200
- Vernavola (1154)
- Spolète (1155)
- Tortone (1155)
- Milan (1158)
- Siziano (1159)
- Crema (1159)
- Carcano (1160)
- Milan (1162)
- Prataporci (1167)
- Alexandrie (1174-1175)
- Legnano (1176)

1201 – 1250
- Calcinato (1201)
- Casei Gerola (1213)
- Cortenuova (1237)
- Brescia (1238)
- Faenza (1239)
- Giglio (1241)
- Viterbe (1243)
- Parme (1248)
- Fossalta (1249)
- Cingoli (1250)

1251 – 1300
- Bataille de Montebruno (1255)
- Cassano (1259)
- Montaperti (1260)
- Bénévent (1266)
- Tagliacozzo (1268)
- Colle (1269)
- Roccavione (1275)
- Desio (1277)
- Forlì (1282)
- Pieve al Toppo (1288)
- Campaldino (1289)

1301 – 1350
- Pavie (1302)
- La Lastra (1304)
- Milan (1311)
- Soncino (1312)
- Gaggiano (1313)
- Rho (1313)
- Ponte San Pietro (1313)
- Scrivia (1315)
- Montecatini (1315)
- Pavie (1315)
- Sestri (1318)
- Bardi (1321)
- Mirandola (1321)
- Gorgonzola (1323)
- Vaprio d'Adda (1324)
- Altopascio (1324)
- Zappolino (1325)
- San Felice (1332)
- San Quirico (1341)
- Gamenario (1345)

1351 – 1402
- Mirandola (1355)
- Casorate (1356)
- Solara (1356)
- Alexandrie (1391)
- Casalecchio (1402)

La bataille de Siziano est conflit militaire qui se déroule le 15 juillet 1159 opposant l'armée de l'empereur Frédéric Ier Barberousse et les alliés italiens aux milices de Milan. Elle s'inscrit dans le cadre de la guerre entre guelfes et gibelins.

## Contexte historique
Le 7 septembre 1158, après un siège d'un mois, les Milanais décident de se rendre et de livrer la ville à l'empereur Barberousse, encouragés par le comte Guido III de Biandrate. Les conditions imposées par le traité de paix sont plutôt dures et humiliantes, prévoyant la renonciation au contrôle des villes et des comtés de Côme et de Lodi, ainsi que l'interdiction de faire la guerre à l'avenir, la renonciation aux droits royaux et aux privilèges, le paiement d'une indemnité de guerre, la libération des prisonniers, l'approbation des magistrats citadins par l'empereur, le rétablissement de l'autorité des légats impériaux en ville, la remise de trois cents otages parmi les capitaines, les vassaux et le peuple, ainsi que d'autres chapitres de moindre importance. En échange, les Milanais obtiennent la levée de l'interdiction qui pesait sur la ville, le maintien des droits ecclésiastiques sur Côme et Lodi, ainsi que la libération de certains prisonniers.
Cependant, Barberousse n'est pas satisfait de sa victoire et, deux semaines plus tard, il accorde à Monza son autonomie par rapport à Milan, et, moyennant une importante somme d'argent, il incite les comtés de Seprio et de la Martesana à abandonner leur alliance avec les Milanais, nommant Gozuino comme leur comte. Le 11 novembre, lors de la Deuxième Diète de Roncaglia, il révoque les privilèges et les droits royaux de toutes les villes lombardes qui ne peuvent pas prouver leur légitimité et s'arroge le droit de nommer de nouveaux magistrats citadins, en particulier le podestat, que les Milanais n'avaient jamais eu jusqu'à présent. Insatisfait, il rend toujours des jugements en faveur des villes alliées et au détriment des Milanais, des Crémasques et des Plaisantins pour régler de nombreuses controverses.
Au cours des mois suivants, Conrad Ierde Mazovie et Rodegerio, laissés par Barberousse pour garder le château de Trezzo, mènent une série de raids et de violences dans les campagnes milanaises, allant jusqu'à Segrate. L'empereur, incité par les Crémasques, envisage de détruire le château de Crémone, ville alliée des Milanais. Cependant, le casus belli qui rouvre les hostilités entre Milan et Barberousse se produit en janvier 1159 lorsqu'une délégation composée de l'archichancelier Rainaldo di Dassel et des comtes Othon V de Bavière, Gozuino et Guido III de Biandrate, se rend à Milan pour nommer le premier podestat.
Lorsque le peuple apprend leur intention, des émeutes éclatent et les délégués se retrouvent bientôt encerclés par une foule armée dans le monastère de Sant'Ambrogio, où ils résident. Cette fois-ci, la tentative de Guido de persuader le peuple de se soumettre à la volonté de l'empereur échoue et les quatre hommes sont contraints de fuir pendant la nuit. Irrité par le traitement réservé à ses délégués, l'empereur fait convoquer l'archevêque et les citoyens les plus éminents à la cour royale de Marengo. Ils tentent d'expliquer leurs raisons, mais en vain. Lorsqu'ils sont à nouveau invités à comparaître devant l'empereur dans les semaines suivantes, ils refusent, sachant qu'ils n'obtiendront rien. Alors, soutenu par les juristes bolonais, le 16 avril, Barberousse les déclare rebelles, rouvrant formellement les hostilités.
Le 18 avril, les Milanais se dirigent vers Trezzo et, après trois jours de siège, capturent le château, faisant un bon butin et prenant en otage Rodegerio ainsi que deux cents chevaliers allemands. Le 7 juin, jour de la Pentecôte, ils tentent un assaut sur Lodi qui échoue grâce à la vaillance des défenseurs ; trois nobles tombent et quatorze autres Milanais sont capturés. Le 11 juin, après s'être entendus avec les Crémasques pour qu'ils attaquent le pont sur l'Adda et distraient les Lodigiani, les Milanais attaquent à nouveau la ville avant l'aube, mais en vain une fois de plus. Le 5 juillet, les Crémasques se dirigent vers Crémone pour assiéger le château et les Milanais envoient en renfort quatre cents fantassins et plusieurs chevaliers sous le commandement du consul Manfredo da Dugnano.

## La bataille
Le 15 juillet, Barberousse se rend de nuit avec son armée et les milices lodiennes à Landriano dans le but de tendre une embuscade aux Milanais. Après s'être regroupé avec les milices pavées, qui l'attendent là-bas, il continue aux côtés du duc Berthold V de Zähringen jusqu'à Cavagnera. À ce moment-là, il ordonne aux fantassins pavesans de progresser en se positionnant à Siziano et aux cavaliers de se répartir entre Gaggiano, Gratosoglio et Villamaggiore (it), à l'exception d'un groupe de cent cavaliers pavesans qui devraient arriver jusqu'aux portes de Milan pour provoquer les Milanais, les attirer hors de la ville, engager un bref combat, puis se retirer et les faire poursuivre jusqu'au lieu où le piège se déclencherait. Un paysan milanais de Gratosoglio remarque la présence de l'ennemi et prévient les citoyens. Immédiatement, une équipe de cavaliers milanais sort et intercepte les pavesans, engageant le combat.
Les Pavesans ne parviennent pas à se libérer comme il leur avait été ordonné, beaucoup sont tués, blessés ou faits prisonniers et les restants se lancent dans une fuite précipitée vers le sud, poursuivis par les Milanais jusqu'à Pontelongo. Barberousse, ne voyant ni les alliés ni les ennemis et probablement informé de la défaite, décide de tenter à nouveau une embuscade, cherchant à prendre les Milanais par surprise sur le chemin du retour. Il ordonne donc aux pavesans qui s'étaient positionnés dans les villages susmentionnés de parcourir l'une des deux routes principales menant à Milan, tandis qu'il, accompagné des Allemands et des Lodiens, tenterait d'intercepter les Milanais sur l'autre.
Ces derniers repèrent les pavesans aux alentours de Siziano et les attaquent, les mettant une fois de plus en fuite. Peu après, cependant, Barberousse arrive avec ses forces et, grâce à la supériorité numérique et au fait que les ennemis soient fatigués des deux affrontements précédents et alourdis par le butin, il les prend par derrière et les force à une fuite désordonnée.

## Issue des combats et conséquences
Selon Radevico, cent cinquante Milanais sont tombés et environ six cents ont été faits prisonniers, mais pour Morena, qui soutenait également l'empereur, seuls cinquante sont tombés et environ trois cents ont été faits prisonniers. Même Sir Raul, proche des Milanais, fournit des chiffres similaires. Parmi les prisonniers les plus importants, on compte les nobles Guido da Landriano et son frère Enrico, Codemalio Pusterla, Abiatico Marcellino, Ugone Crosta, Ambrogio Paleari, Manfredo Bando, Arderico Naselli, Negro Grassi et Pagano Borri.
À la suite de la défaite, les Milanais, avec les alliés de Plaisance, de Crémone et de Brescia, envoient des envoyés au pape Adrien IV, qui avait déjà montré des sympathies envers eux, ayant eu un conflit avec Barberousse concernant l'élection du nouveau évêque de Ravenne. Les Lombards s'engagent à ne signer aucun traité avec l'empereur, en échange le pape le excommunierait dans les onze jours. Malheureusement pour les Lombards, le pape meurt quelques jours plus tard, le 11 septembre, sans pouvoir tenir sa promesse. Les développements sont même pires car avec l'élection d'Alexandre III en tant que nouveau pontife, le cardinal Ottaviano de' Monticelli, soutenu par Guido di Biandrate (le fils homonyme du comte), Giovanni da San Callisto et quatre autres cardinaux, est élu antipape sous le nom de Victor IV et est immédiatement soutenu par les Gibelins.